# Leones Británico-Irlandeses contra otras Naciones

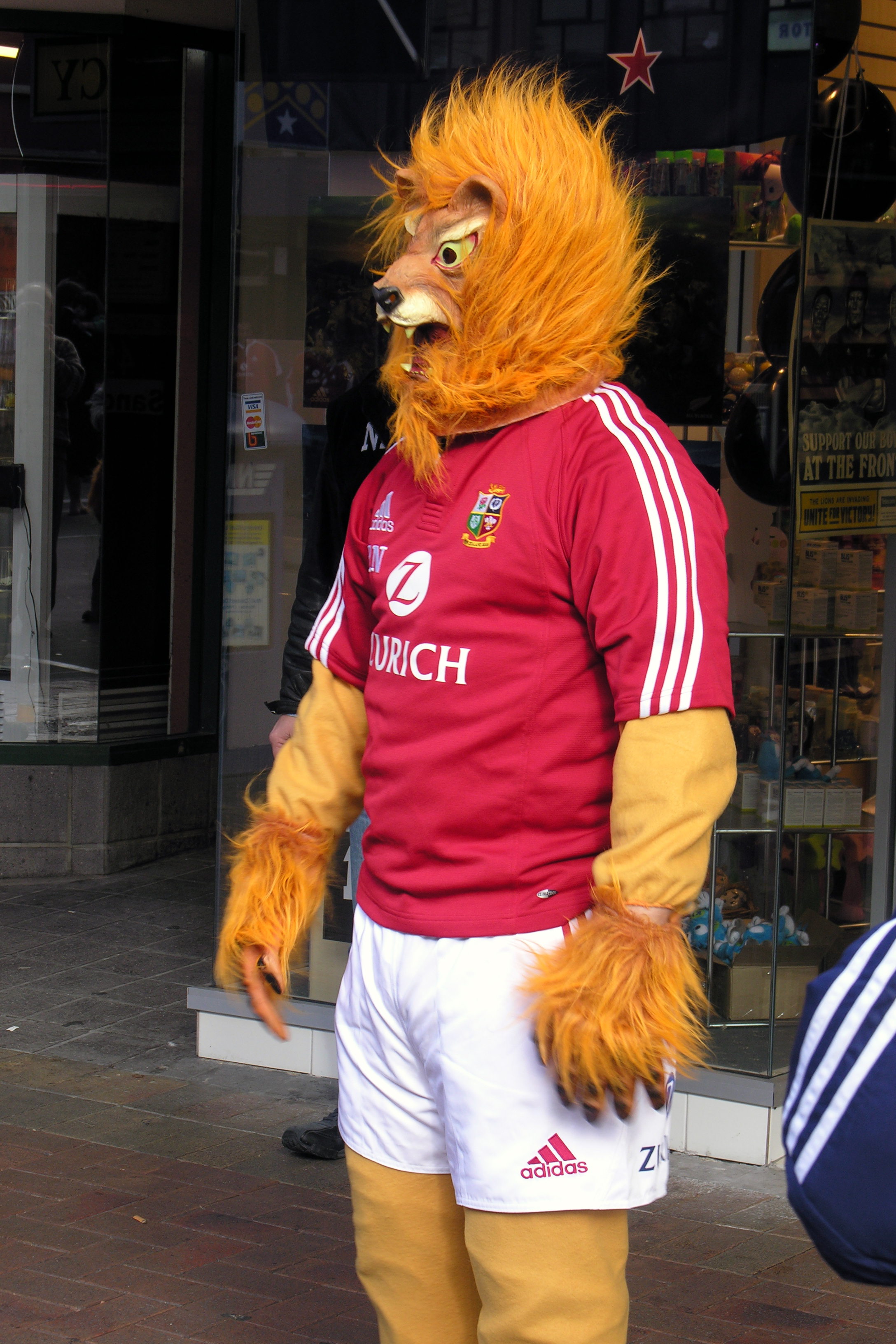
Los Lions son una parte vital de la historia del rugby.

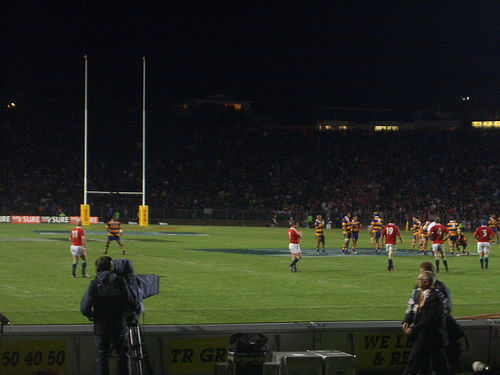
La Gira de 2005 fue la última que enfrentó a otra nación de las 3 regulares (Argentina).

Desde la edición de 1989, el calendario de los Leones británicos e irlandeses los enfrenta contra una de las superpotencias en un ciclo de 12 años y las giras son cada cuatro años:
- Australia (última en 2013 y próxima en 2025)
- Nueva Zelanda (última en 2017 y próxima en 2029)
- Sudáfrica (última en 2009 y próxima en 2021)

Pero el calendario actual, difiere mucho de otras épocas. Antes de la Segunda Guerra Mundial; los Lions enfrentaban a los Pumas, los partidos contra los All Blacks y los Wallabies se ejecutaban en la mismo gira y los intervalos entre visitas eran: a veces tan largas como los 14 años (1910 a 1924) y otras tan poco cuando un año (1903 a 1904) o incluso en el mismo año (1910). Además, en las giras los Leones frecuentemente jugaban contra otras naciones que no estaban programadas: los invitaban a veces colonias británicas vecinas y aquellas donde el barco llegaba a puerto o el avión aterrizaba, siempre en el ámbito del Imperio británico.
Pero los Lions también han jugado varios test matches cuando no estaban de gira, por razones especiales: como en la celebración por el Bicentenario de la Revolución Francesa. Estos partidos tuvieron lugar en el Reino Unido, con la mencionada excepción de Francia.
Este artículo desarrolla aquellos enfrentamientos de los Leones Británico-Irlandeses contra otras Naciones. Nivel 1 son los participantes de The Rugby Championship y el Torneo de las Seis Naciones, el Nivel 2 es integrado por aquellas que habitualmente participan de la Copa del Mundo y Nivel 3: demás.

## Partidos ante naciones de Nivel 3
De 1910 a 1974 jugaron contra la actual Zimbabue (la entonces Rodesia) y de 1955 a 1962 ante África Oriental (un combinado de Kenia, Tanganica y Uganda), en las visitas a la Unión Sudafricana.
En los viajes a Australia y Nueva Zelanda, y de 1930 a 1950; los Lions fueron desafiados por la ahora Sri Lanka (entonces el Ceilán británico).

### Sri Lanka
En el viaje de regreso al Reino Unido en 1930, los Leones pararon en el Ceilán británico (ahora Sri Lanka) y regresaron durante la gira de 1950. Ambos partidos fueron jugados, el 1 de octubre de 1930 y 18 de septiembre de 1950, en el Estadio Racecourse de Colombo.
En 1950 fue el último test de la leyenda Jack Kyle y la selección local estuvo compuesta por personal ejecutivo de compañías británicas, fuerzas armadas británicas y tres jugadores locales: Summa Navaratnam, Leslie Ephraims y Clair Roeloffsz.

### África Oriental
Cuándo los Lions fueron a Sudáfrica para las giras de 1955 y 1962 jugaron contra África del Este antes de regresar a Europa, en Nairobi. Ganaron ambos juegos 12–39 y 0–50  respectivamente. El partido de 1955 fue el primero internacional que albergó el Estadio del África Oriental, ubicado a 1650 m s. n. m.

## Rivales de Nivel 2
Los Leones británicos e irlandeses han hecho tres oficiales no-aspectos de visita, todo de los cuales han sido encima tierra de casa. Equipos styled como "los Leones" han resultado encima tres ocasiones adicionales, dos encima tierra de casa y uno en Francia. Cuatro de estos partidos han sido jugados en Cardiff (tres en el Parque de Armas y uno en el Estadio de Milenio), uno ha sido jugado en Twickenham estadio, Londres y uno en el Parc des Príncipes en París.

### Canadá
Uno de los partidos más famosos en la historia del rugby canadiense es la «Victoria de todos los tiempos»; cuando en 1966 los British and Irish Lions fueron derrotados por los Canucks.

### Fiyi
El 16 de agosto de 1977, Fiyi jugó su 88.º partido de prueba y primero contra los Leones británicos. Un examen de los resultados de Fiyi en los años 1950s, 1960s y 1970s demuestra que eran lejos más fuertes de lo que son hoy. Un desafío duro, se vio una entretenida lucha con el cambio de ventaja cuatro veces: sin que ninguno pueda conseguir más de siete puntos de ventaja, Fiyi marcó cinco tries y los Lions tres.

### Rumania
En 1990 Cuatro Uniones de Casa lado contra El Resto de Europa para levantar dinero en ayuda del reconstruyendo de Rumanía que sigue el derrocamiento de Nicolae Ceaușescu. Esté jugado en Twickenham el 22 de abril de 1990, el lado de casa llevó la placa de Leones en sus camisas pero no fue oficialmente un lado de Leones británico.

## Tests de Nivel 1
Esta categoría incluye a combinados internacionales que convocan a los mejores jugadores del mundo.

### Gales
Cuando el seleccionado regresó de su visita a Sudáfrica, se conmemoraban los 75 años de la Welsh Rugby Union y se decidió aprovechar al plantel. El 22 de octubre de 1955 los Leones ganaron 20–17 y los Dragones rojos jugaron con sus Lions que habían participado de la gira.

### Barbarians
Para conmemorar los 25 años del reinado de Su Majestad Isabel II se jugó en el Estadio de Twickenham, el 10 de septiembre de 1977, Lions contra Barbarians y la recaudación fue donada a la caridad. Los Leones estaban en gira por Nueva Zelanda y los Barbarians incluyeron a las estrellas francesas Jean-Pierre Rives y Jean-Claude Skrela.
Un segundo test se produjo en Hong Kong, el 1 de junio de 2013 y sirvió como partido de preparación para la gira por Australia, Los Leones ganaron el partido 59–8.

### World XV
Con motivo del centenario de la World Rugby, los Lions se midieron el 16 de abril de 1986 en el estadio Cardiff Arms Park frente a World XV (apodado por los británicos The Rest). Hubo polémica y WR estuvo bajo presión política, debido al régimen de apartheid que existía en Sudáfrica y la inclusión de jugadores afrikáners.

### Francia
El 4 de octubre de 1989 los Lions estuvieron integrados mayoritariamente de los jugadores que habían disputado la visita reciente a Australia.

### Argentina
El partido más reciente ante Argentina sucedió el 23 de mayo de 2005 en el Estadio del Milenio. Anteriormente se cruzaron en seis test matches y en tres giras a Sudamérica (uno en 1910, cuatro en 1927 y uno en 1936). El partido sería una preparación para la visita a Nueva Zelanda, pero los argentinos sorprendieron a su rival y no ganaron por sólo un penal de Jonny Wilkinson en el polémico minuto 87.